# Hiasenbauer
Hiasenbauer ist eine Ortslage im Salzachtal im Land Salzburg, und gehört zur Gemeinde Kuchl, im Bezirk Hallein (Tennengau).

## Geographie
Hiasenbauer befindet sich etwa 24 Kilometer südöstlich des Salzburger Stadtzentrums, 3½ Kilometer südöstlich von Kuchl und direkt nordöstlich von Golling. Die Rotte liegt in der Kellau, direkt am Mitterbach am Nordfuß des Rabenstein (628 m ü. A.), einem Inselberg im Salzachtal, auf um die 485 m ü. A. Höhe.
Die kleine Ortslage umfasst zwei Gehöfte, den Rabensteiner und den Hiasenbauer.
| Mayerhofsiedlung Taxgut       | Rußegg                                      |              |
|                               | Kompassrose, die auf Nachbargemeinden zeigt | Hinterkellau |
| Golling (Gem. Golling a.d.S.) | Rabenstein Badviertel (Gem. Golling a.d.S.) |              |

## Geschichte und Sehenswürdigkeiten
Rabensteingut und Hiesengut sind schon um 1830 im Franziszäischen Kataster verzeichnet, sind aber wohl deutlich älter.
Zum Hiasen gehört noch eine historische Hofmühle. Die Hiasenbauern-Mühle ist mit 1790 datiert. Sie stand bis 1960 in Verwendung und verfiel dann bis auf die Mauern. Sie wurde jüngst nach historischer Art rekonstruiert und soll als Schaumühle betrieben werden.
Direkt beim Ort beginnt bergauf das Landschaftsschutzgebiet Rabenstein–Kellau.